# Tauraco ruspolii
Il turaco di Ruspoli (Tauraco ruspolii Salvadori, 1896) è un uccello della famiglia Musophagidae. È così chiamato in onore dello scopritore, l'esploratore italiano Eugenio Ruspoli.

## Sistematica
Tauraco ruspolii non ha sottospecie, è monotipico.

## Distribuzione e habitat
Questo uccello vive unicamente nell'Etiopia meridionale, più precisamente nelle vicinanze di  Arero, Bobela, Sokora, Negele e Wadera.